# Amt Hunolstein

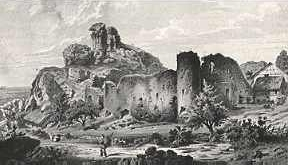
Burg Hunolstein um 1866

Das Amt Hunolstein war ein von 1488 bis zum Ende des 18. Jahrhunderts bestehender Verwaltungs- und Gerichtsbezirk im Kurfürstentum Trier. Es war im 18. Jahrhundert dem Oberamt Bernkastel nachgeordnet. Sitz war ursprünglich die Burg Hunolstein.

## Zugehörige Orte
Am Ende des HRR bestand das Amt aus den Orten: Berg, Elzerath, Gonzerath, Gräfenthron, Gudenthal, Haag, Hunolstein, Licht, Merscheid, Odert, Ridenburg und Weiperath.

## Geschichte
1488 starb die ältere, dynastische Linie der Vögte von Hunolstein im Mannesstamm aus und Kurtrier zog deren Besitz als heim gefallenes Lehen ein. Dieser Besitz bildete das Amt Hunolstein.
Erzbischof Johann VI. (1556–1567) ordnete am 26. November 1556 mit Zustimmung der Landstände in Koblenz eine vierjährige Landsteuer an. Je 1000 Gulden Vermögen betrug die Steuer 3,5 Gulden. Am 20. Juli 1563 forderte er Berichte aller Ämter an, die über die Orte und die dortigen Steuerzahler Auskunft geben sollte. Im Amt Hunolstein gab es danach 187 Feuerstellen in folgenden Orten:
| Ortschaft                                                                | Zahl Feuerstellen |
| ------------------------------------------------------------------------ | ----------------- |
| Hunoltstain (Hunolstein)                                                 | 9                 |
| Haag                                                                     | 23                |
| Lenscheradt (Lentschert), Eltzerath (Elzerath), Mordschaidtt (Merscheid) | 32                |
| Lycht und Bergh (Berglicht)                                              | 17 und 12         |
| Grevendron (Gräfendhron)                                                 | 15                |
| Riedenberg (Riedenburg), Haxell (Hoxel), Woltzbergk (Wolzburg)           | 19                |
| Weyperath (Weiperath)                                                    | 14                |
| Dudendall (Gutenthal)                                                    | 8                 |
| Odertt (Odert)                                                           | 7                 |
| Hoenrath (Horath)                                                        | 5                 |
| Guntzerath (Gonzerath)                                                   | 26                |

1779 war Joseph Nepomuk Erbschenk, Freiherr von Schmidburg Amtmann.
Mit der Einnahme des Linken Rheinufers durch französischen Revolutionstruppen wurde das Amt nach 1794 aufgelöst. In der Franzosenzeit gehörte das Gebiet zum Département de la Sarre.